# Extremadura UD
Extremadura Unión Deportiva  a fost o echipă de fotbal spaniolă cu sediul în Almendralejo, în comunitatea autonomă Extremadura. Fondată în 2007, a jucat ultima dată în Primera División RFEF – Grupa 1, ținând meciuri acasă pe Estadio Francisco de la Hera . Extremadura Unión Deportiva a fost înființată în 2007, deoarece actualul club CF Extremadura se confrunta cu probleme financiare serioase, care aveau să ducă la retragerea sa trei ani mai târziu.În doar trei sezoane, clubul a ajuns în divizia a treia a fotbalului spaniol, după ce a câștigat în playoff-ul din 2010 împotriva lui Atlético Mancha Real în iunie 2010. Cu toate acestea, a terminat pe locul 19 și ultimul (din cauza retragerii AD Cerro de Reyes Badajoz Atlético din competiție) în prima sa campanie, fiind retrogradată imediat înapoi.
Extremadura a câștigat grupa a patra în 2013, calificându-se pentru prima dată în Copa del Rey. Acolo, au pierdut cu 2–1 acasă cu Albacete Balompié în primul tur.
În 2016, Extremadura a fost promovată din nou în Segunda División B, cu o victorie totală în play-off cu 2-0 în fața UB Conquense. În 2018, clubul a fost promovat pentru prima dată în Segunda División, după ce a învins FC Cartagena cu 1–0 la general în ultima rundă a play-off-urilor.
Una dintre vedetele promovării Extremadurei a fost Enric Gallego, care a sosit la jumătatea sezonului de la UE Cornellà și a marcat 15 goluri în 19 meciuri în prima sa campanie profesionistă la vârsta de 32 de ani, înainte de a pleca la clubul La Liga SD Huesca în ianuarie 2019 pentru 2 milioane de euro. După ce a căzut în zona retrogradării în jurul aceluiași moment al sezonului, clubul l-a concediat pe Rodri și l-a angajat pe Manuel Mosquera, care i-a îndrumat către siguranță; Sfârșitul campaniei a fost marcat și de moartea jucătorului veteran José Antonio Reyes într-un accident de mașină.
În iulie 2020, Extremadura a fost retrogradată înapoi la nivelul trei după ce a pierdut cu un singur gol în deplasare cu Cádiz CF, pe fondul problemelor dintre președintele clubului și acționari. Clubul s-a confruntat cu dificultăți financiare în cea mai mare parte a sezonului 2021-2022, mai mulți jucători alegând să plece în timpul ferestrei de transfer de iarnă.
Extremadura și-a schimbat proprietarul în ianuarie 2022, dar, deoarece problemele financiare au fost nerezolvate, jucătorii au început o grevă în februarie. Pe 28 februarie, după două neprezentări consecutive în competiție, clubul a fost exclus din divizie; RFEF a confirmat decizia pe 2 martie, clubul fiind imediat retrogradat și indisponibil pentru promovare în campania următoare.
În mai 2022, deoarece clubul era deja într-un proces de lichidare, un nou club numit CD Extremadura 1924 a fost fondat în oraș, cu scopul de a obține locul lui Extremadura UD în Segunda División RFEF.